# Climax Molybdenum
Climax Molybdenum is een Amerikaans mijnbouwbedrijf dat molybdeenerts wint en verwerkt. Het bedrijf werd opgericht in 1916.
Het bedrijf is vernoemd naar het Climax Railway Station in de staat Colorado, gebouwd daar waar de oost-west spoorlijn de continentale waterscheiding overschrijdt. Hier werd in 1897 een molybdeenertsvoorkomen ontdekt.
Molybdeen was een vervanger voor wolfraam, vooral in de pantserplaten die tijdens de Eerste Wereldoorlog veelvuldig benodigd waren. Toen deze oorlog was afgelopen stortte de vraag naar molybdeen in, maar later kwamen er tal van metallurgische en chemische toepassingen, waardoor de vraag naar molybdeen weer toenam. Vooral in metaallegeringen, waar sterkte en corrosiebestendigheid van belang zijn, als toevoeging in smeeroliën en in tal van andere toepassingen wordt tegenwoordig molybdeen gebruikt.
Tegenwoordig is Climax Molybdenum een onderdeel van het Amerikaanse mijnbouwbedrijf Freeport-McMoRan Inc.

## Rotterdam
In 1965 werd aan de Theemsweg 20 in het Rotterdamse Botlekgebied bij Rozenburg een fabriek geopend die diverse molybdeenhoudende stoffen produceert uit sulfidisch molybdeenerts. Het betreft molybdeen(VI)oxide (MoO3) in zowel technisch als chemisch zuivere kwaliteit en chemisch zuiver ammoniumdimolybdaat. Een zwavelzuurfabriek met een capaciteit van 58 kton/jaar verwerkt de zwaveldioxidehoudende gassen die vrijkomen bij de ertsverwerking. Bij Climax Molybdenum in Rotterdam werken ongeveer 90 mensen.